# Knegsel
Knegsel – wieś w Holandii, w prowincji Brabancja Północna, w gminie Eersel. 